# Rudi Rizman
Rudi (Rudolf) Rizman, slovenski sociolog in politolog * 22. marec 1944, Slovenska Bistrica.

## Življenje in delo
Po gimnaziji v Mariboru je 1968 diplomiral na Fakulteti za družbene vede (takrat FSPN), kjer je tudi magistriral. Podiplomsko se je izpopolnjeval na Oddelku za sociologijo na Harvardu ter 1979 doktoriral iz socioloških znanosti na Filozofski fakulteti v Ljubljani in nato še leta 2000 na Harvardu v ZDA. Sprva je služboval in predaval na FSPN, od 1980 pa na Oddelku za sociologijo Filozofske fakultete Univerze v Ljubljani, kjer je 1990 postal redni profesor. Bil je predstojnik znanstvenoraziskovalnega inštituta (ZRI) FF. Redno je predaval na Univerzi v Bologni in v Sarajevu ter občasno tudi na drugih univerzah in raziskovalnih ustanovah v tujini. 
Raziskoval je vprašanja človekovih pravic, nacionalno vprašanje in etnonacionalizem, zgodovino in teorijo liberalizma, anarhizma, zahodne oz. ameriške "nove levice" ter radikalne desnice, sodobno sociološko misel in teorijo, sociologijo globalizacije in inteligence oz. intelektualcev. Ob razpadu Jugoslavije se je posvetil vprašanjem demokratične tranzicije in konsolidacije, politični in kulturni globalizaciji ter vplivom združevalnih procesov v Evropi na nacionalne identitete. 
Bil je odgovorni urednik časopisov Tribuna, Problemi in urednik Javnosti (The Public). Več kot 20 let sodeloval in prijateljeval z  nekdanjim politikom in biografom Josipa Broza Tita ter zgodovinarjem in publicistom, (srbskim) akademikom Vladimirjem Dedijerjem, ki je bil politično izobčen in preganjan zaradi obrambe Milovana Đilasa na partijskem plenumu leta 1954. Kot prijatelj (študentski kolega) Borivoja Dedijerja (1945–66), ki je svojega očeta nagovoril k angažmaju v teh forumih, je tudi on leta 1966 postal član mednarodnega Russllovega razsodišča. Od leta 1975 je bil član komisije Jeana-Paula Sartra za podeljevanje alternativne (Anti-prix) Nobelove nagrade. Ob izidu Dedijerjeve knjige Novi prispevki k biografiji J. B. Tita (1981) so Rizmana napadli predstavniki JLA in zahtevali njegovo izključitev z univerze. Od 1976 je bilo njegovo ime na Udbinem seznamu nadzorovanih slovenskih intelektualcev, uvrščali so ga, tako kot Bojana Štiha in Dimitrija Rupla, med »anarholiberalce«. Bil je član slovenskega Sveta za varstvo človekovih in državljanskih pravic in slovenske delegacije pri Svetu za kulturno sodelovanje pri Svetu Evrope v Strasbourgu (1988–89). Je eden od ustanovnih članov Mirovnega inštituta v Ljubljani. Zaslužen je za edini obisk in predavanje Noama Chomskega v Sloveniji marca 2005 v Cankarjevem domu, pa tudi Francisa Fukuyame 20 let kasneje.
Kandidiral je za rektorja ljubljanske univerze. Od 2018 je zaslužni profesor Univerze v Ljubljani.

## Objave

### Monografije
- 1980: Marksizem in nacionalno vprašanje
- 1982: International validity of human rights (z Vladimirjem Dedijerjem, 1982)
- 1986: Antologija anarhizna I-II (urednik zbornika)
- 1991: Študije o etnonacionalizmu (urednik zbornika)
- 1992: Sodobni liberalizem (urednik zbornika)
- 1997: Izzivi odprte družbe, Ljubljana: Liberalna akademija, 300 str. (COBISS)
- 2006: Dall'autoritarismo alla democrazia attraverso l'indipendenza: Il caso sloveno (A Series of Balkan and East-European Studies, 25). Ravenna: Longo, 191 str. (COBISS)
- 2006: Uncertain path: Democratic transition and consolidation in Slovenia. Texas A&M University Press (Eugenia and Hugh M. Stewart '26 series on Eastern Europe), 240 str. (COBISS)
- 2008: Globalizacija in avtonomija, 252 str., Znanstvena založba Filozofske fakultete, Ljubljana
- 2009: Onstran demokracije: izjave in stališča Liberalne akademije po letu 2005 (soavtor)
- 2014: Čas (brez) alternative: sociološke in politološke refleksije: Fakulteta za družbene vede, Znanstvena založba Filozofske fakultete, Ljubljana
- 2014: Odprte sociološke agende - globalizacija, demokracija in intelektualci: Ljubljana: Znanstvena založba Filozofske fakulteteo
- 2020: Družba in politika v času retrotopije: teme iz politične sociologije

### Izbrani članki
- 1998 Radikalna desnica na Slovenskem. Teorija in praksa 35/2, str. 249-270. (COBISS)
- 1999 Radical right politics in Slovenia. The radical right in Central and Eastern Europe since 1989 (Post-communist cultural studies). Ur. Sabrina P. Ramet. Univesity Park: The Pennsylvania State University Press, str. 147-170. (COBISS)
- 2000 The relevance of nationalism for democratic citizenship. Javnost 7/1, str. 5-13. (COBISS)
- 2010 Leto "1989" - demokracija brez demokratov?.  Kako danes živi duh liberalizma? Ur. Božidar Flajšman. Ljubljana: Liberalna akademija, str. 36-39. (COBISS)
- 2011 Pot h krizi: Od dogme o vsemogočnem trgu do erozije demokracije. Teorija in praksa 48/jub. št., str. 1203-1222. (COBISS)
- 2005 Chomsky, Noam. Profit pred ljudmi: Neoliberalizem in globalna ureditev. Spremna beseda Rudi Rizman. Ljubljana: Sanje (Zbirka Tigr, 2). (COBISS)

### Urednik
- 1986 Antologija anarhizma I, II, predgovor Noam Chomsky
- 1991 Študije o etnonacionalizmu, predgovor Anthony David Smith
- 1992 Sodobni liberalizem, predgovor Ralf Dahrendorf